# Tommaso Landolfi
Tommaso Landolfi född 9 augusti 1908 i Pico Farnese, död 8 juli 1979 i Rom, var en italiensk författare och översättare.  
Landolfi bodde större delen av sitt liv i Florens där han tog examen i slavisk litteratur. Under en period satt han fängslad på grund av sina antifascistiska åsikter. 
Han skrev ett antal romaner med orientering mot det fantastiska, magiska och metafysiska, ibland på gränsen till science fiction och realism. Han översatte huvudsakligen ryska, tyska och franska författare till italienska som till exempel, Fjodor Dostojevskij, Aleksandr Pusjkin, Nikolaj Gogol och Hugo von Hofmannsthal.  
Utanför Italien, är Landolfis mest kända och översatta verk Racconto d'autunno, 1947 där det med en realistisk utgångspunkt i en ung partisans flykt undan kriget skapas en stigande stämning av mystik och olust.